# Luis Leante
Luis Leante   (Caravaca de la Cruz, 6 de juny de 1963) és un escriptor murcià que ha conreat diversos gèneres literaris: relat, teatre, novel·la, poesia, assaig, article. També ha escrit guions cinematogràfics i alguns dels seus relats han estat adaptats al cinema.

## Biografia
Luis Leante és llicenciat en Filologia Clàssica per la Universitat de Múrcia. Des de 1992 viu a Alacant, on treballa com a professor de llatí en l'Institut d'Ensenyament Secundari «El Pla».

## Obres i premis
Ha publicat els llibres de relats:
- “El último viaje de Efraín” (1986)
- “El criador de canarios” (1996).

També ha publicat les novel·les:
- “Camino del jueves rojo” (1983),
- “Paisaje con río i Baracoa de fondo” (1997),
- Al final del trayecto 1997),
- La Edad de Plata (1998),
- “El canto del zaigú” (2000),
- “El vuelo de las termitas” (2003, 2005),
- “Academia Europa” (2003),
- “Mira si yo te querré” (2007), Premi Alfaguara[1]